# Mencui
Mencui ist ein Dorf der Gemeinde Soriguera, gelegen in der Comarca Pallars Sobirà / Katalonien / Spanien.
Der Ort liegt auf 1.256 m Höhe.
Im Januar 2011 waren dort 6 Frauen und 6 Männer gemeldet.

## Ansichten

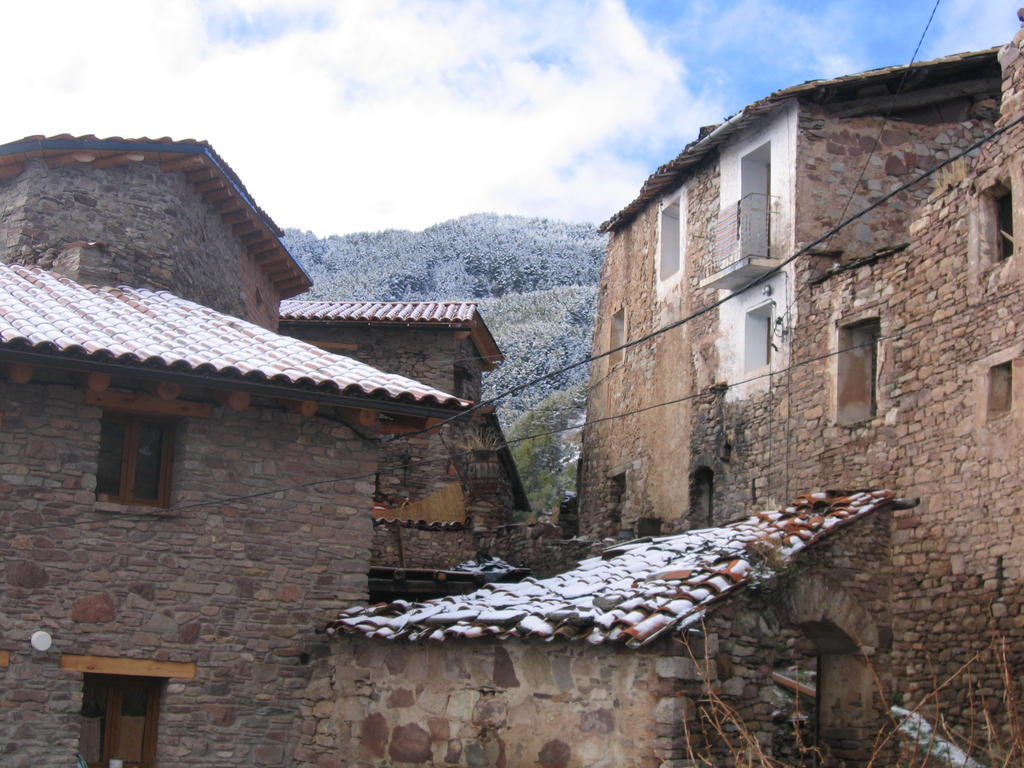
Mencui, Detailansicht
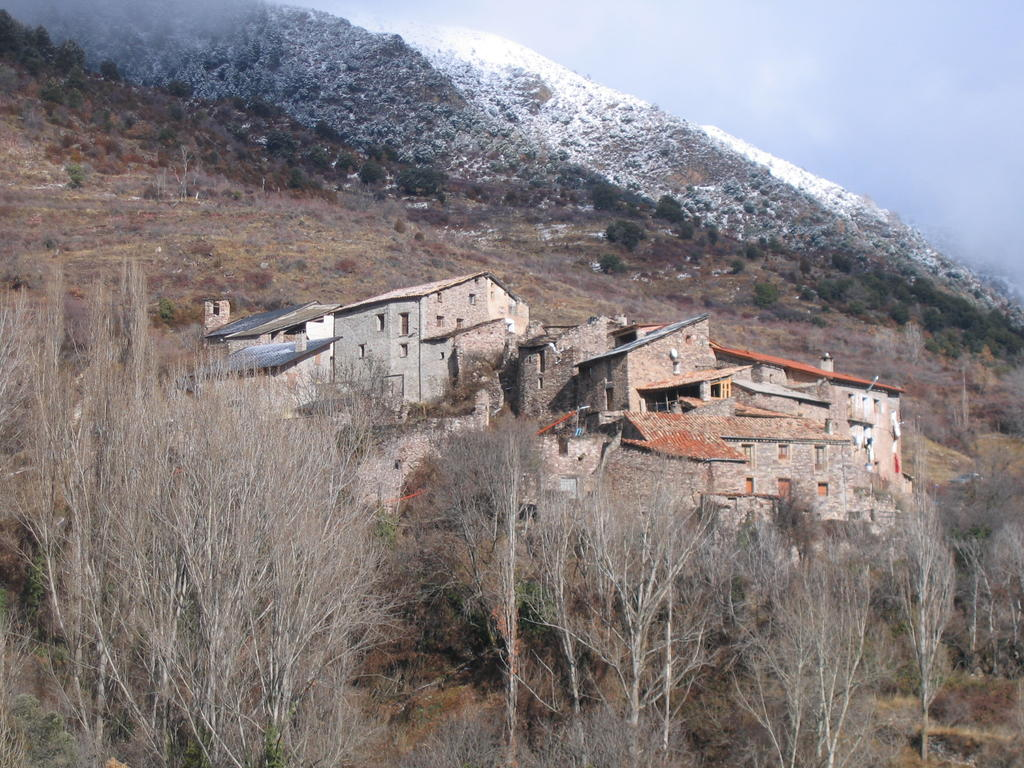
Mencui im Winter aus südlicher Richtung
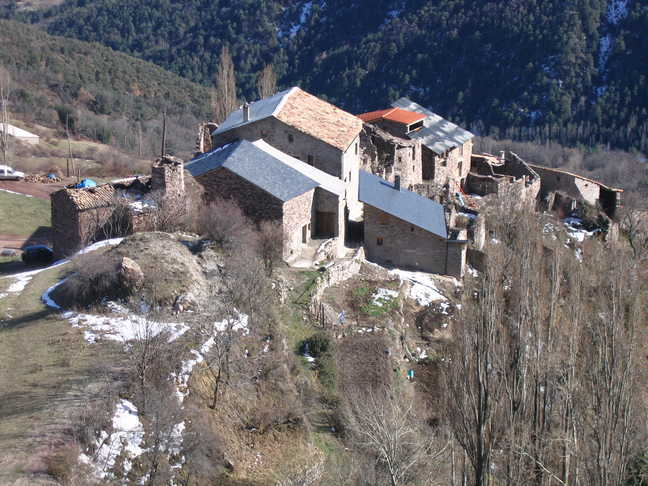
Mencui nördlicher Richtung

## Einwohnerentwicklung
| Jahr          | 1857 | 1888 | 1900 | 1910 | 1920 | 1930 | 1940 | 1950 | 1960 | 1970 | 1981 | 1986 | 1991 | 2004 | 2005 | 2006 | 2007 | 2008 | 2009 | 2021 |
| Einwohnerzahl | 107  | 45   | 50   | 62   | 75   | 57   | 56   | 50   | 30   | 9    | 4    | 5    | 4    | 2    | 1    | 8    | 9    | 12   | 13   | 11   |